# Mabel Potter Daggett
Mabel Potter Daggett (Syracuse, 14 de febrero de 1871-13 de noviembre de 1927) fue una escritora, periodista, editora y sufragista estadounidense. Potter informó desde Francia durante la Primera Guerra Mundial, escribió una biografía de la reina María de Rumania y participó activamente en el movimiento feminista de Estados Unidos.

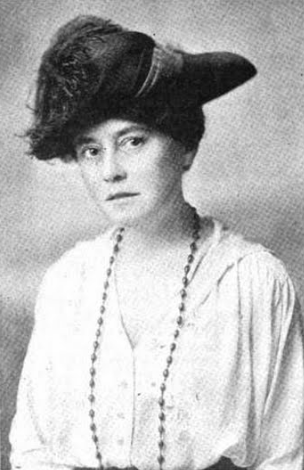
Mabel Potter Daggett (1918)

## Trayectoria
Nació en Syracuse, Nueva York, hija de Sarah Louise y de Albert (Hobbie) Potter. Se graduó de la Universidad de Siracusa en 1895. Como periodista, escribió y dirigió periódicos y revistas. Fue directora de las revistas Hampton's Magazine y The Delineator, una publicación para mujeres asociada con Theodore Dreiser.
Entre sus artículos destacados se encuentra una crítica de 1911 contra el yoga, entonces de moda entre las mujeres de la alta sociedad, y que describió como algo que conduce a la pérdida de fortunas, a la ruina de la apariencia, a la "infelicidad doméstica, a la locura y a la muerte", y un informe del cementerio de Argonne después de la Primera Guerra Mundiual.
Formó parte de una gira de guerra por París y Reims en 1916, siendo una de las seis periodistas estadounidenses invitadas a presenciar los efectos de la contienda. "Hay campos en Francia que están plantados con cruces negras, hectáreas y hectáreas de ellas", informó en la Pictorial Review. "Después de cada nuevo empujón en el frente, se necesitan más, ¡cruces negras por montones!".
Como escritora, Potter fue autora de varios libros, entre ellos In Lockerbie Street (1909), una valoración del poeta James Whitcomb Riley, Women Wanted: The Story Written in Blood Red Letters on the Horizon of the Great World War (1918, un libro sobre las mujeres y la Primera Guerra Mundial), y una biografía de María de Rumanía (1926), que recibió muchas críticas.
Potter fue muy activa como feminista y sufragista. El director de la revista Good Housekeeping declaró: "La mujer moderna tiene pocas defensoras más decididas y capaces que Mabel Potter Daggett". Fue miembro del Club Heterodoxy, un club feminista con sede en Greenwich Village; entre otras heteroditas se encontraban sus compañeras directoras de Delineator Sarah Field Splint y Katherine Leckie. 
En 1914, realizó una gira por Europa para informar sobre las condiciones de vida de las mujeres. En 1918 y 1926 fue oradora en la convención bianual de la Federación General de Clubes Feministas. Formó parte del comité ejecutivo de la Liga Nacional para el Control de la Natalidad con sus compañeras Elinor Byrns y Kathleen de Vere Taylor.
Potter se casó John Duval Daggett en 1901. Vivía en el Pen and Brush Club de Nueva York en el momento de su muerte en 1927.